# امانوئل بایاماک تام
امانوئل بایاماک تام (به فرانسوی: Emmanuelle Bayamack-Tam) زادهٔ ۱۶ مارس ۱۹۶۶، نویسنده زن فرانسوی است.

## زندگی‌نامه
امانوئل بایاماک تام بعد از دریافت دیپلم، تحصیلات عالی خود را در پاریس در رشتهٔ ادبیات مدرن به پایان رسانده‌است. او در دانشگاه تدریس می‌کند و علاوه بر حدود ده رمان ادبی، چند رمان پلیسی و جنایی نیز با نام مستعار ربکا لیگیری (به فرانسوی: Rebecca Lighieri) نیز نوشته‌است. برخی از رمان‌های او به دلایل محتوایی هنوز به چاپ نرسیده‌اند. بایاماک تام برندهٔ چند جایزهٔ ادبی بوده‌است.